# Euchromius mythus
Euchromius mythus là một loài bướm đêm trong họ Crambidae.